# Castelnaud-de-Gratecambe
Castelnaud-de-Gratecambe är en kommun i departementet Lot-et-Garonne i regionen Nouvelle-Aquitaine i sydvästra Frankrike. Kommunen ligger i kantonen Cancon som tillhör arrondissementet Villeneuve-sur-Lot. År 2022 hade Castelnaud-de-Gratecambe 516 invånare.

## Befolkningsutveckling
Antalet invånare i kommunen Castelnaud-de-Gratecambe
| Referens: INSEE |